# José de Jesus Rodríguez
José de Jesus Rodríguez (Irapuato, Guanajuato, 21 januari 1981) is een Mexicaanse golfprofessional. 
Rodríguez werd in professional en won de Mexicaanse PGA Tour Rookie of the Year Award. Hij speelt sindsdien op de Canadese PGA Tour. Hij heeft ook enkele toernooien op de Nationwide Tour gespeeld.
In 2011 won Rodríguez twee toernooien op de Canadese Tour en mede daardoor ook de Order of Merit. Enkele weken later speelde hij in de World Cup met Oscar Serna.

## Gewonnen
Mexicaanse PGA Tour
- 9 toernooien

Canadese Tour
- 2011: PGA Kampioenschap van Mexico po, Times Colonist Island Savings Open (-13)

### Teams
- World Cup: 2011

Rodriquez is getrouwd en heeft een dochter (2006) en een zoon (2008).